# Musée d'histoire de la ville Mayence

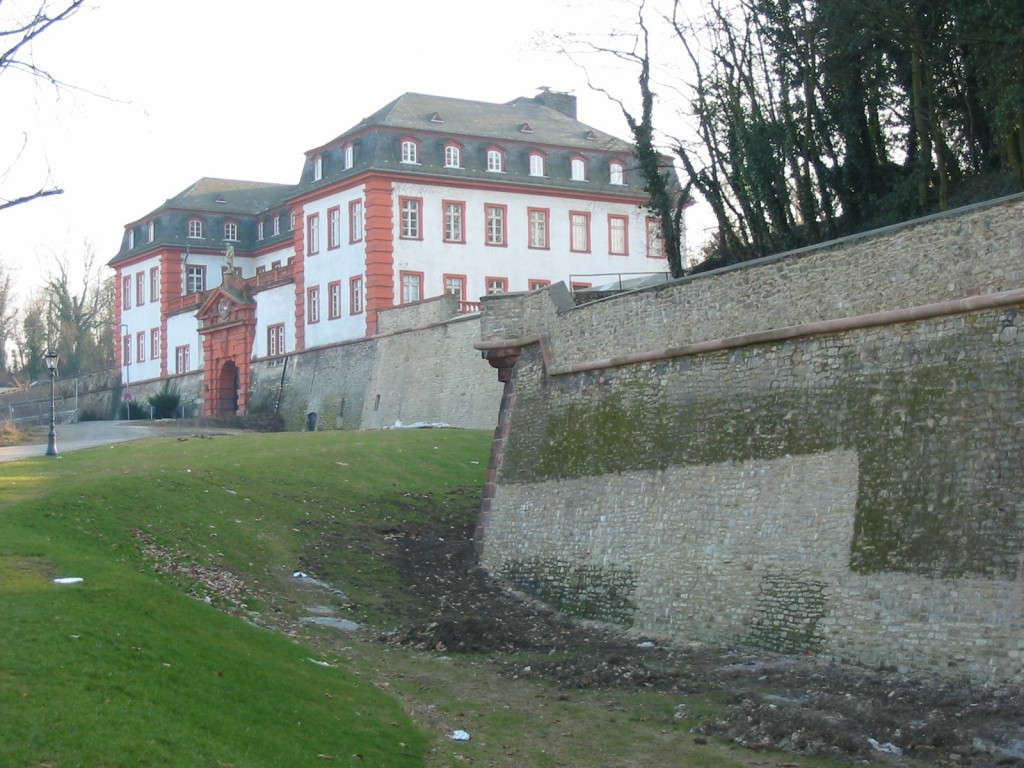
La citadelle de Mayence

Le musée d'histoire de la ville Mayence (Stadthistorisches Museum Mainz) est situé depuis juillet 2003 sur la citadelle de Mayence en face de cénotaphe de Drusus dans le bâtiment D de la citadelle.
Il est consacré au patrimoine et à l’histoire de Mayence et à son développement urbanistique des origines à nos jours, qu’il présente au travers de peintures, sculptures, tapisseries, gravures et photos.
Une salle présente l'importance et l'histoire des Juifs de Mayence depuis le Moyen Âge: les périodes de forte spirituel et culturel de floraison d'une tradition commune, mais aussi de la phase de suivi, l'expulsion et la destruction à la Shoah dans le XXe siècle.
Une autre salle l'économie et la vie à Mayence dans les XIXe et XXe siècles, ouvriers de la cuisine des années 1920 aux années 1930. On peut partir de produits des branches importantes de l'économie de Mayence, y compris l'industrie du meuble, l'industrie métallurgique, ses caves à vins et ses caves à vin mousseux. Les produits, la durée du travail et les conditions de vie de l'homme font l'objet de l'exposition